# Observatoire de Calern

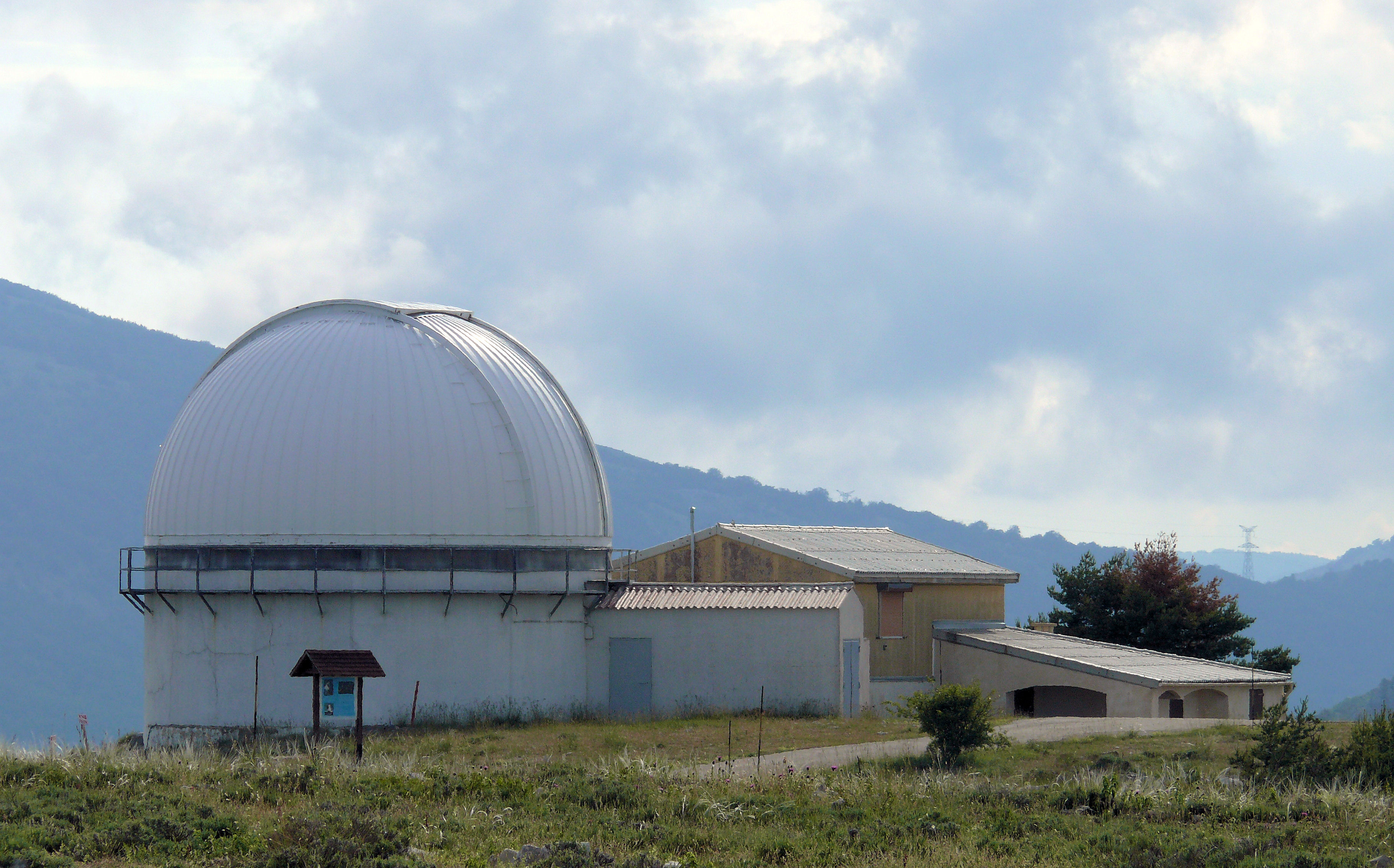
Observatoire de Calern, Teleskopdom

Das Observatoire du Calern ist eine Sternwarte in Frankreich auf dem Calern Plateau in 1270 m Höhe, wenige Kilometer entfernt von dem Caussols Plateau, nördlich der Stadt Grasse. Sie befindet sich etwa 30 km westlich von Nizza und 20 km nordöstlich von Cannes.
Die Sternwarte gehörte bis 1988 zu dem Centre d’Etudes et de Recherches Géodynamiques et Astronomiques (CERGA);
mit einer Reorganisation und damit einhergehenden Auflösung des CERGA wurde das Observatoire de Calern Teil des neugegründeten Observatoire de la Côte d’Azur.

## Instrumente

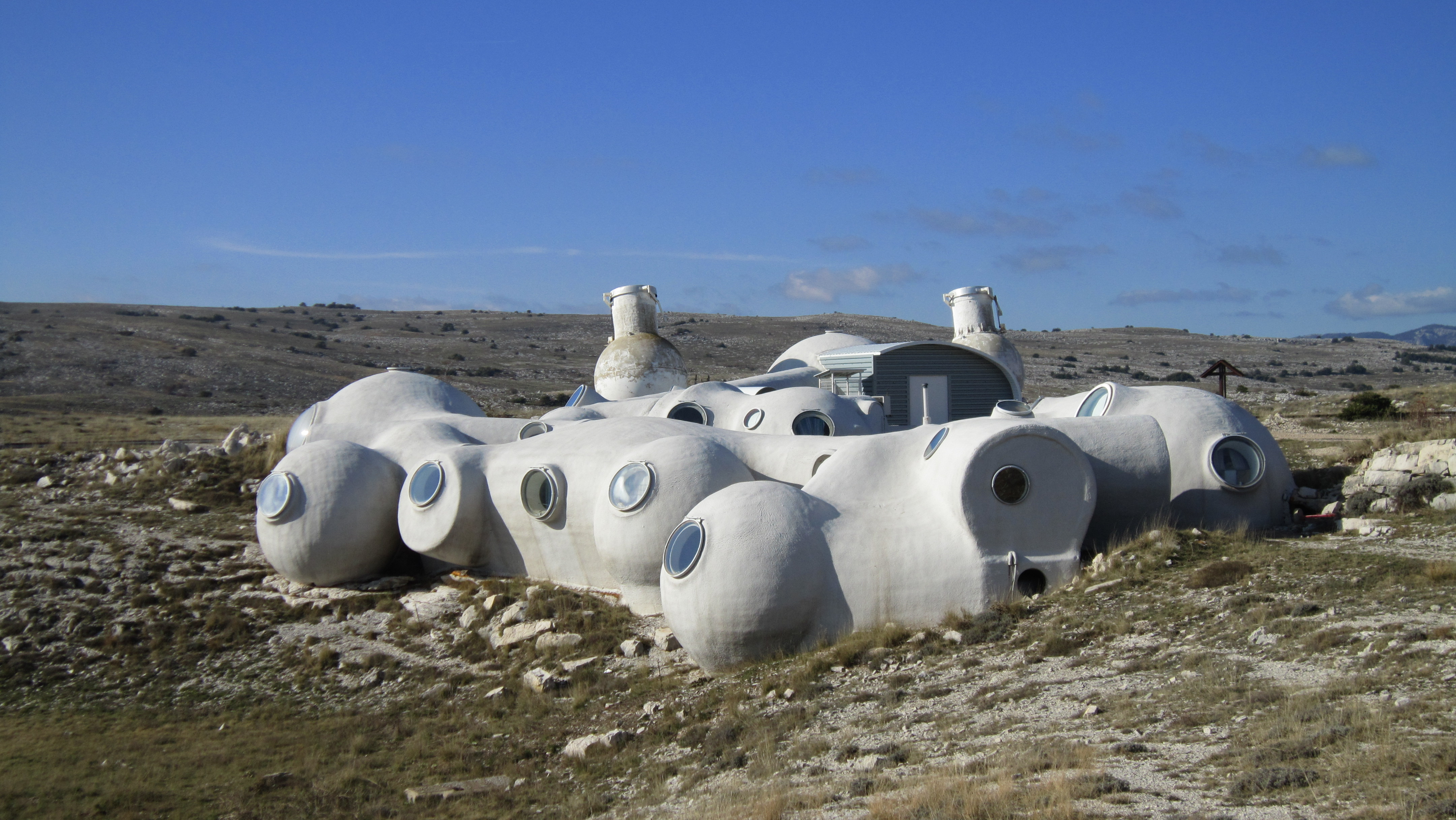
Gebäude mit dem Interferometer GI2T im hinteren Teil

Die Sternwarte verfügt über eine Schmidtkamera mit 90 cm Öffnungs- und 152 cm Spiegeldurchmesser. Unter Antoine Labeyrie wurden eine Reihe führender Interferometer entwickelt, darunter I2T, GI2T letzteres bestehend aus zwei Spiegelteleskopen mit einem Durchmesser von 1,5 Meter, die über Schienen auf Basislängen zwischen 13 und 65 Meter verfahren werden können. Daneben befinden sich Prototypen von Einzelteleskopen deren Kombination für ein gigantisches Teleskop-Projekt (Optical Very Large Array, OVLA) untersucht wurden. Ein weiteres Interferometer ist das Soirdete welches durch zwei 1-Meter-Teleskope gebildet wird.
Des Weiteren befinden sich in dem Observatorium zwei Laser zur Entfernungsmessung des Monds oder zu Satelliten.